# Grup de la bitikleïta
El grup de la bitikleïta és un grup de minerals de la classe dels òxids que cristal·litzen en el sistema isomètric. El grup, que forma part del supergrup del granat, està format per quatre espècies minerals: bitikleïta, dzhuluïta, elbrusita i usturita. Segons la classificació de Nickel-Strunz els minerals d'aquest grup pertanyen a "04.CC: Òxids amb relació Metall:Oxigen = 2:3, 3:5, i similars, amb cations de mida mitjana i gran".
| Espècie    | Fórmula              |
| ---------- | -------------------- |
| Bitikleïta | Ca₃SbSn(AlO₄)₃       |
| Dzhuluïta  | Ca₃SbSnFe₃3+O₁₂      |
| Elbrusita  | Ca₃U6+ZrFe₂3+Fe2+O₁₂ |
| Usturita   | Ca₃SbZr(Fe3+O₄)₃     |